# Ignazio Buceti
Ignazio Buceti (tätig in Messina in der ersten Hälfte des 18. Jahrhunderts) war ein italienischer Bildhauer des Barock auf Sizilien.

## Leben
Er war Mitglied einer Bildhauerfamilie in Messina, die von Beginn des 18. bis ins 19. Jahrhundert wirkte.
Ignazio Buceti war Schöpfer von vier Zierbrunnen, von denen zwei erhalten geblieben sind. In der Kirche SS. Cosma e Damiano von Messina schuf er 1741 das Grabmal des Arztes Giovanni Impellizzeri mit einer Chronos-Figur und für den Dom eine Judas-Statue. Die meisten seiner Arbeiten wurden während des großen Erdbebens von 1908 zerstört.
Sein Sohn Giuseppe Buceti arbeitete im Stil des Vaters, sein bekanntestes Werk ist eine große Mariensäule auf der Piazzetta dell’ Immacolata Concezione.

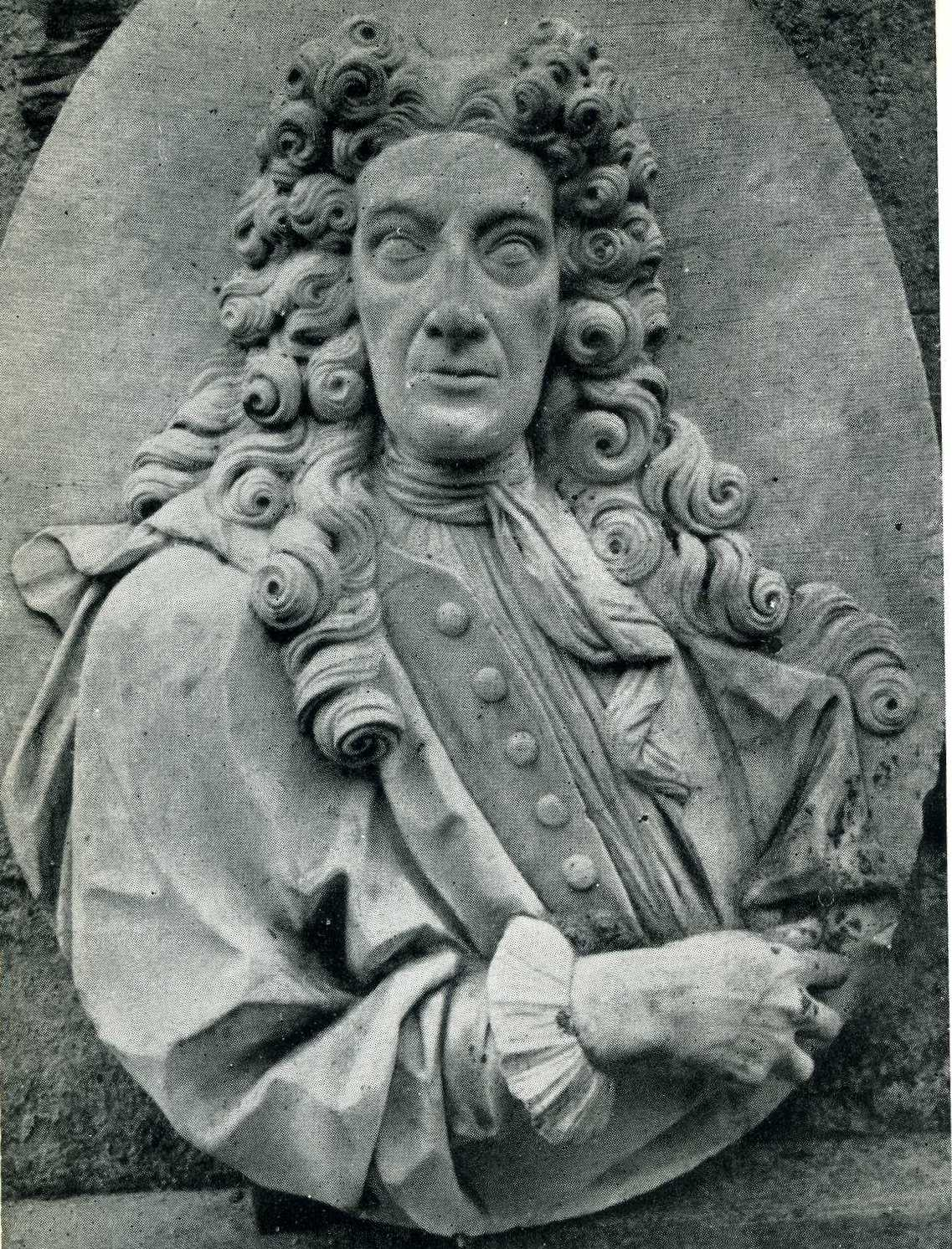
Ignazio Buceti: Bildnis des Arztes Giovanni Impellizzeri

## Werke (Auswahl)
- Brunnen der Abbondanza in der Vorhalle des Palazzo Monte di Pietà (Messina): Marmorskulptur “Allegorie des Überflusses” (1741). Nach einem Entwurf von Placido Campolo
- Brunnenanlage Quattro Fontane (1714), ursprünglich 1666 von Innocenzo Mangani angelegt
- Skulptur «Maddalena dei Benedettini» (bei einem Brand 1848 zerstört)